# 美國星曆表和航海年鑒
美國星曆表和航海年鑒（英語：The American Ephemeris and Nautical Almanac）出版於1855年至1980年，內容包含天文學家、測量員和航海家所需的資訊。它基於英國最初的出版品《航海年鑒和天文星曆》，並與之合併形成了1981年至今出版的《天文年鑒》。

## 歷史
1849年，美國國會授權成立了美國航海年鑒辦公室，該辦公室隸屬於美國海軍部，由查爾斯·亨利·戴維斯擔任首任首長。《美國星曆和航海年鑒》於1852年首次出版，其中包含1855年的數據。它的數據最初是由人類「計算機」計算出來的，如昌西·賴特和約瑟夫·溫洛克（英語：Joseph Winlock）。1855年至1881年間，它分為兩部分，第一部分是以格林尼治子午線為基準計算，包含太陽、月球、月角距、金星、火星、木星和土星的數據，被單獨出版為《美國航海年鑒》。第二部分是依據華府子午線為基準的資料，包含太陽、月球、行星、主要恆星、食、月掩星和其它現象的數據。從1882年開始，水星、天王星和海王星的數據被添加到第一部分，食、掩星和其他現象形成了一個單獨的第三部分。1916年，《美國航海年鑒》不再是《美國星曆和航海年鑒》第一部分的重印本，而是為航海家單獨準備的一卷。1937年，《美國星曆和航海年鑒》被分為七個部分，華府子午線的數據大幅减少，然後從1951年開始被删除。冥王星的數據是在1950年添加的。
從1960年開始，除少數介紹性頁面外，所有部分均由美國航海年鑒辦公室和英國皇家航海年鑒辦公室聯合計算和排版，但分別在《美國航海年鑒》和《天文星曆》中出版，這是英國舊標題《航海年鑒和天文年鑒》的新名稱。從1981年開始，標題「《美國星曆和航海年鑒》」和英國標題「《天文星曆》」完全合併為單一標題「《天文年鑒》」。

## 外部連結
- History of The Astronomical Almanac 的存檔，存档日期2009-03-05.